# Velero de mástiles altos

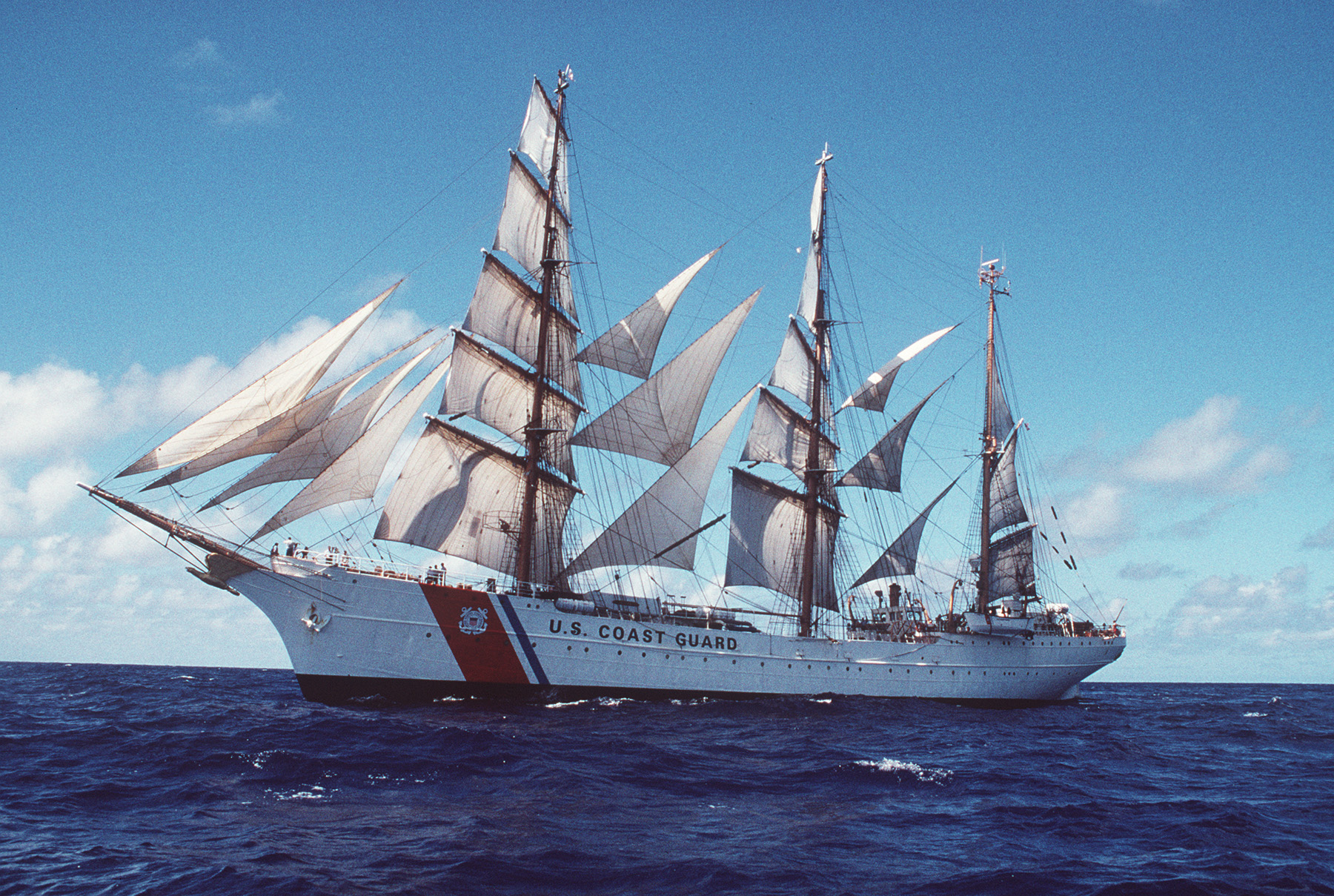
El USCGC Eagle (WIX-327).

El gran velero o velero de mástiles altos es un barco tradicional equipado con velamen y aparejos aptos para la navegación propulsada por el viento. Entre estos populares barcos se encuentran las goletas, brics (tipo bergantín con velas cuadradas, además de la mesana, que tiene velas alineadas proa-popa), fragatas y bergantines .
Los aparejos tradicionales de este tipo de barcos pueden incluir velas cuadradas y velas aúricas con mástil y gavia separados. Estos aparejos son por lo general más complejos que los encontrados en los barcos de vela modernos, los cuales utilizan materiales contemporáneos como el aluminio y acero que les permiten tener mástiles más altos y ligeros con menos pero más versátiles velas.
El término gran velero se popularizó a partir de la segunda mitad del siglo XX con el desarrollo de las Regatas de grandes veleros (The Tall Ships' Races) organizadas por la asociación sin ánimo de lucro Sail Training International (Asociación internacional de Vela de Formación).
La Sail Training International (STI) incluye en la definición de gran velero (Tall Ship) a acualquier velero de más de 9.14m.) de eslora. Esta definición puede incluir muchos yates modernos, por lo que para propósitos de este artículo, los veleros de mástiles altos se refieren sólo a aquellos clasificados como clase B o superiores: veleros con aparejo clásico, con aparejo cruzado (Velas cuadras) y todos los veleros de más de 40 metros de eslora total.

## Galería de imágenes

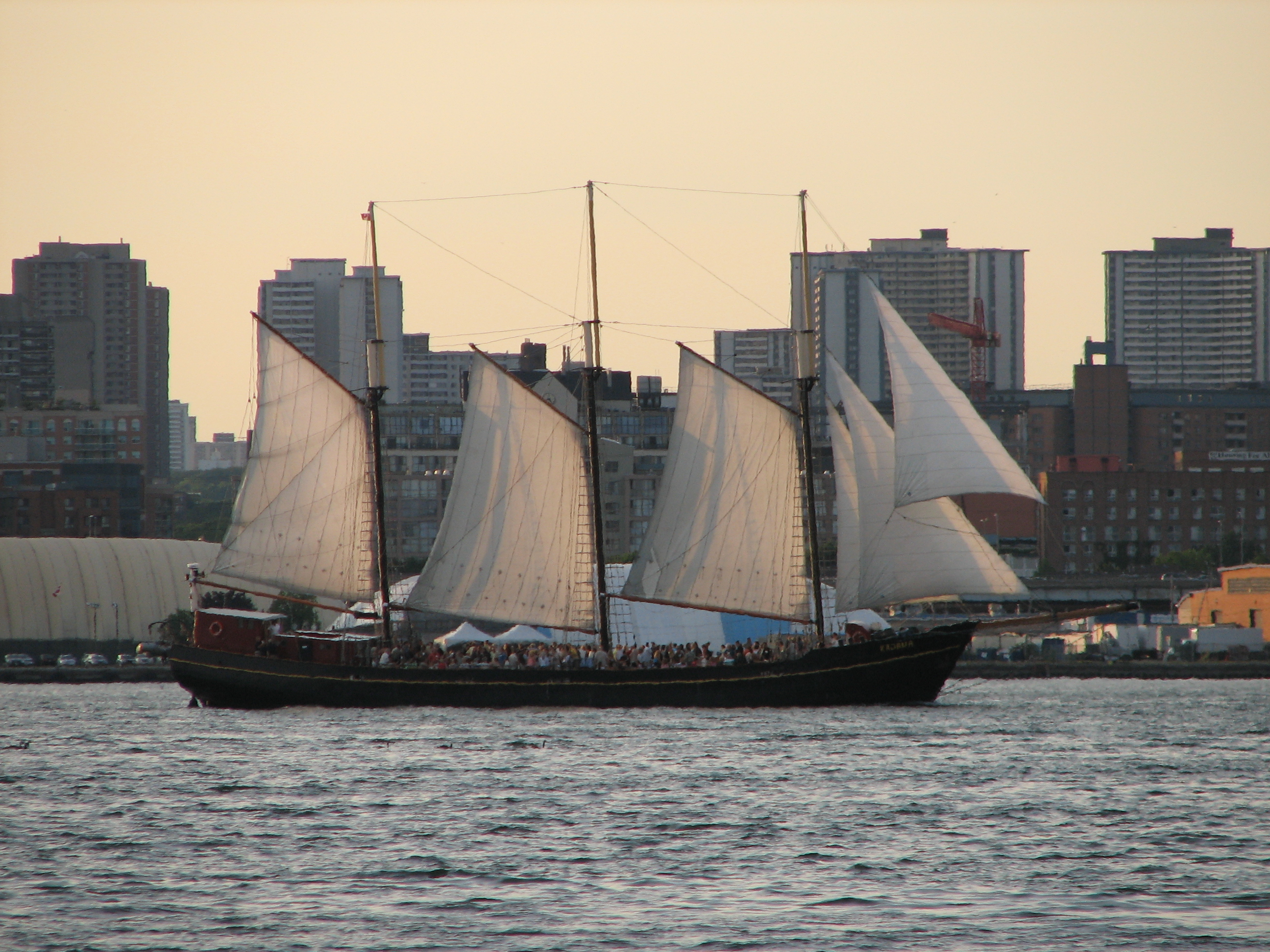
Kajama, un velero de mástiles altos en Toronto, Lago Ontario
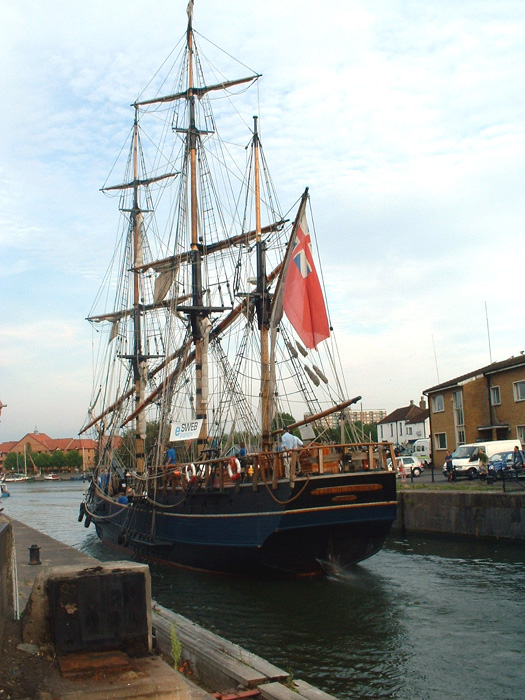
The Earl of Pembroke
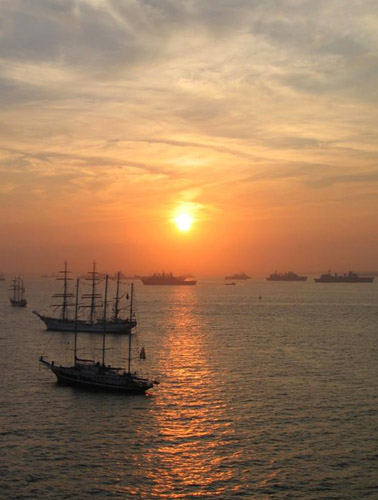
Más de 36 veleros de mástiles altos participaron en el aniversario de la batalla de Trafalgar
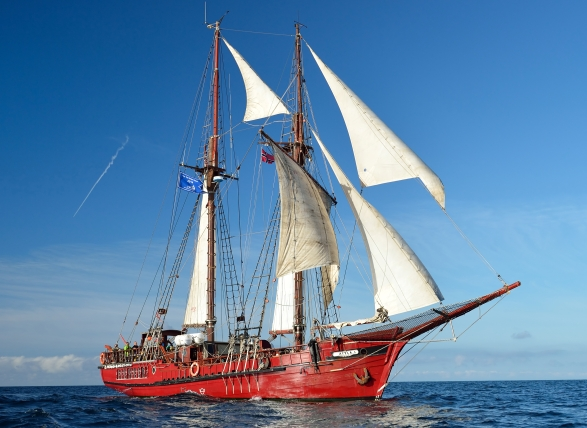
El barco escuela español ATYLA participa a menudo en regatas internacionales.